# Cité nationale de l’histoire de l’immigration

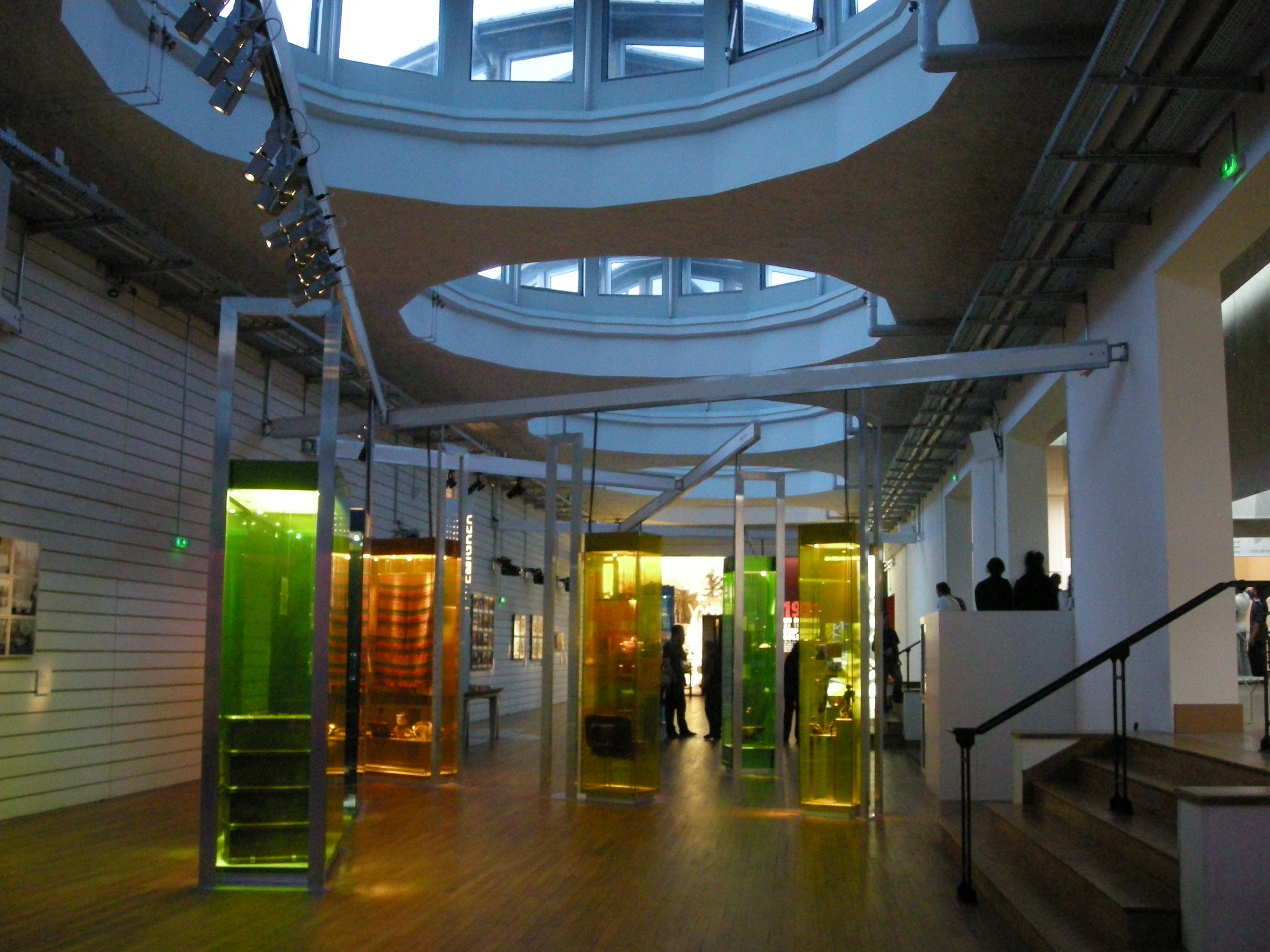
Teilansicht der Ausstellungsräume

Die Cité nationale de l’histoire de l’immigration (CNHI) ist ein Museum der Immigration nach Frankreich, das am 10. Oktober 2007 nach zwanzigjähriger Vorbereitung in Paris eingeweiht wurde.

## Geschichte des Projekts
Seit langem war die Aufmerksamkeit auf die Tatsache gelenkt worden, dass es in Frankreich, anders als in den USA, keinerlei Institution dieses Typs gab. Das Transitzentrum Toul zum Beispiel war, anders als die Einrichtungen auf Ellis Island, New York, abgerissen worden. 1990 gründete eine Gruppe von Historikern, zu der Gérard Noiriel und Pierre Milza gehörten, einen Verein, um das Museumsprojekt zu fördern: Association pour un musée de l’immigration. Der Regierung wurde ein Bericht übergeben, die die Angelegenheit aber nicht weiter verfolgte.
1998 versuchten der Journalist Philippe Bernard und Patrick Weil, Forschungsdirektor am Centre national de la recherche scientifique (CNRS), das Projekt wieder zu beleben, indem sie sich an den damaligen Premierminister Lionel Jospin wandten. Rémy Schwartz, Mitglied des Conseil d’État, und Driss El Yazami, Vizepräsident der Französischen Liga für Menschenrechte, wurden damit beauftragt, einen weiteren Bericht zu erstellen. Er kam zu dem Schluss, dass ein großes Bedürfnis nach einem solchen Museum bestehe und empfahl zu handeln. Auch diesmal wurde das Projekt nicht weiter verfolgt.
Erst nach der Wiederwahl des französischen Präsidenten Jacques Chirac 2002 beauftragte dieser den früheren Kulturminister Jacques Toubon die Sache erneut zu untersuchen. Toubon präsentierte 2004 einen dritten Bericht, der viele der Empfehlungen der vorangegangenen Berichte übernahm. Der damalige Premierminister Jean-Pierre Raffarin veranlasste die Gründung einer Vorbereitungsgruppe, was zur Schaffung des Groupement d’intérêt privé (GIP) der Cité de l’immigration führte.
Am 18. Mai 2007 traten acht Akademiker, die den Gremien angehörten, die die Cité de l’immigration vorbereiteten, aus Protest gegen die von Staatspräsident Nicolas Sarkozy veranlasste Gründung eines Ministère de l’immigration, de l’intégration, de l’identité nationale et du codéveloppement (Ministerium für Immigration, Integration, nationale Identität und Koentwicklung) zurück, da diese Gründung ihrer Ansicht nach „die Spur eines die Immigration stigmatisierenden Diskurses und in die Tradition eines auf Misstrauen und Feindseligkeit gegenüber Fremden in Krisenzeiten basierenden Nationalismus“ bedeute.

## Das Museum
Sitz des Museums ist der von Albert Laprade entworfene Palais de la Porte Dorée. Mit den für das Museum erforderlichen Umbauten wurde Patrick Bouchain beauftragt. 
Die Konzeption des Museums wurde Hélène Lafont-Couturier übertragen, die früher das Musée d’Aquitaine in Bordeaux leitete. In das Projekt wurden 20 Millionen Euro investiert.

### Ständige Ausstellung
Die ständige Ausstellung umfasst 1.100 m². Sie widmet sich der Immigration nach Frankreich seit dem frühen 19. Jahrhundert. Die ständige Ausstellung führt durch neun Schwerpunkte:
1. Emigration
2. Rechtlicher Rahmen der Immigration nach Frankreich
3. Frankreich als Gastland und in Gegnerschaft zur Einwanderung
4. Herkunftsland und Aufnahmeland
5. Wohnen der Immigranten
6. Immigranten in der Arbeitswelt
7. Verwurzelung der Immigranten in Frankreich
8. Immigranten und Sport
9. Beiträge der Immigranten zur französischen Kultur

### Wechselausstellungen
Seit 2007 gab es folgende Wechselausstellungen, jeweils begleitet von Vorträgen und Filmangeboten:
- Reconstruire la nation. Les réfugiés arméniens au Proche-Orient et en France. 1917–1945 (Oktober 2007 bis Januar 2008): Einwanderung aus Armenien
- 1931, les étrangers au temps de l’Exposition coloniale (Mai bis September 2008): Einwanderer 1931
- À chacun ses étrangers (Dezember 2008 bis April 2009)
- Générations, un siècle d’histoire culturelle des Maghrébins en France (November 2009 bis April 2010): Die Ausstellung thematisierte ein Jahrhundert der Einwanderung aus dem Maghreb.
- Allez la France! Football et immigration, histoires croisées (Mai 2010 bis Januar 2011): eine Ausstellung zum Thema Fußball und Einwanderung
- Roman Cieslewicz. Zoom (Februar 2011 bis Mai 2011)
- Polonia. Les Polonais en France (März 2011 bis August 2011): Polen in Frankreich
- J’ai deux amours (November 2011 bis Juni 2012)
- Migrants en Guyane. Photographies de Frédéric Piantoni (Februar bis Mai 2012): Ausstellung zur Einwanderung nach Französisch-Guyana
- Frontières. Une exposition sur les limites et leurs limites (10. November 2015 bis 29. Mai 2016). Katalog.[5]

### Galerie des dons
Weiter gehört zum Museum eine Galerie des dons (Galerie der persönlichen Erinnerungen). Hier werden Gegenstände gezeigt, die einzelne Einwanderer dem Museum überlassen haben, und Geschichten und Erinnerungen dazu erzählt. Das Museum fordert seine Besucher auf, dazu auch weiterhin mit Gegenständen und Erinnerungen beizutragen.

### Pädagogische und Forschungseinrichtungen
Zum Museum gehören weiter ein Auditorium und die Multimedia-Mediathek Abdelmalek Sayad. Für Pädagogik stehen 450 m² zur Verfügung. Eine Onlineausstellung (einschließlich eines Films) wurde eingerichtet.

## Umstände der Eröffnung
Bei der Öffnung des neuen Museums am 10. Oktober 2007 für das Publikum war der damalige französische Staatspräsident Nicolas Sarkozy, der kurz zuvor am 17. September die Cité de l’architecture et du patrimoine eröffnet hatte, und der Minister für Immigration und nationale Identität Brice Hortefeux nicht anwesend. Erst am 15. Dezember 2014 wurde das Einwanderermuseum durch den französischen Präsidenten François Hollande offiziell eröffnet.

## Rezeption
Das neue Museum fand eine eher gemischte Aufnahme. Joseph Hanimann schrieb in der FAZ: „Die historischen Abrisstafeln, Karten und Statistiken über Migrationsflüsse, die Fotos, Filmauszüge und persönlichen Souvenirs von Migranten, die gezeigt werden, sind anschaulich, sachlich präsentiert und vermeiden alle süßlichen Anklänge von brüderlicher Kulturenvermischung. Die Konfliktpunkte des Zusammenlebens werden nicht idealistisch, sondern staatsbürgerlich geglättet: Heimweh ist Privatsache, die Muttersprache nur gut für zu Hause, Fremdenhass der Nachbarn ein vorübergehendes gesellschaftliches Krisenssymptom.“